# Öivind Harsem
Öivind Harsem, född 1954 i Eskilstuna, är en svensk grafiker, målare och skulptör. 
Han har varit verksam som konstnär sedan 1980. Han är i första hand grafiker, men arbetar även med måleri och skulptur. 
Öivind Harsem intresserar sig för naturens strukturer och utvecklar detta i sina bilder. Öivind Harsem har även experimenterat med sambandet mellan bild och text och har givit ut en illustrerad diktsamling samt boken "Mossbilder" tillsammans med författaren Lars Andersson.
Han utbildade sig vid Hovedskous målarskola grafiklinjen 1978-80 och tog högskoleexamen i media och kommunikationsvetenskap vid Karlstads universitet 2001. 
Bland hans offentliga arbeten märks utsmyckningen av ett daghem i Karlskoga samt kvarteret Bigatan i Karlskoga. 
Han har tilldelats stipendium från Statliga konstnärsnämnden, Karlskoga kommuns kulturstipendium och Värmlands konstförenings ungdomsstipendium.
Han finns bland annat representerad vid Statens konstråd, Värmlands museum, Örebro läns museum, Franska ambassaden i Stockholm, Västernorrlands läns landsting, Örebro läns landsting, Stockholms kommun, Geteborgs kommun, Karlstad kommun, Örebro kommun, Karlskoga kommun och Tingsryds kommun.